# Camp Hill, Queensland
Camp Hill är en stadsdel i Brisbane i Australien. Den ligger i kommunen Brisbane och delstaten Queensland, nära centrala Brisbane. Antalet invånare är 10 533.